# Luci Aureli Cota (tribú militar 181 aC)
Luci Aureli Cota (en llatí: Lucius Aurelius Cotta) va ser un militar romà. Formava part de la gens Aurèlia.
Va ser tribú militar l'any 181 aC i juntament amb Sext Juli Cèsar va dirigir la tercera legió que va fer la guerra contra el poble dels lígurs.